# Rubus antennifer
Rubus antennifer är en rosväxtart som beskrevs av Joseph Dalton Hooker. Rubus antennifer ingår i släktet rubusar, och familjen rosväxter. Inga underarter finns listade i Catalogue of Life.